# 黒崎城石
黒崎城石（くろさきしろいし）は福岡県北九州市八幡西区の町。住居表示実施済み。郵便番号は806-0004。

## 地理
八幡西区の北部東側に位置し、北に大字藤田、東に舟町，田町、南に大字藤田、西に大字熊手と接する。すぐ北に飛び地があり、飛び地は北・西・南を大字藤田に囲まれ、東に舟町と接する。

### 河川
- 二級河川 撥川

## 地域の特徴
南縁を東西に国道3号（黒崎バイパス）が走り、東縁を県道273号築地汐入線が走る。西縁に沿って撥川が北流する。工場地帯であり東部のほとんどは安川電機の敷地。その他三菱ケミカルや大日本印刷の工場もある。飛び地は緑地帯であり、東縁を県道273号築地汐入線が走る。

## 歴史
1915年（大正4年）に安川電機製作所（現安川電機）がこの地に設立。以降八幡工業地帯の一角として発展した。

### 地名の由来
元文年間にこの地を開作した時、城山の石を用いて築いたので城石という。

### 沿革
- 1991年（平成3年）9月1日 - 黒崎城石新設[5]。

### 町名の変遷
| 実施内容          | 実施年月日              | 実施後   | 実施前         |
| ----------------- | ----------------------- | -------- | -------------- |
| 町名新設 住居表示 | 1991年（平成3年）9月1日 | 黒崎城石 | 大字藤田の一部 |

## 世帯数と人口
2025年（令和7年）3月31日現在（北九州市発表）の世帯数と人口は以下の通りである。
| 町       | 世帯数 | 人口 |
| -------- | ------ | ---- |
| 黒崎城石 | - 世帯 | - 人 |

### 人口の変遷
国勢調査による人口の推移。
| 1995年（平成7年）  | 10人 | [ 6 ]  |  |
| 2000年（平成12年） | -人  | [ 7 ]  |  |
| 2005年（平成17年） | -人  | [ 8 ]  |  |
| 2010年（平成22年） | -人  | [ 9 ]  |  |
| 2015年（平成27年） | -人  | [ 10 ] |  |
| 2020年（令和2年）  | -人  | [ 11 ] |  |

### 世帯数の変遷
国勢調査による世帯数の推移。
| 1995年（平成7年）  | 5世帯 | [ 6 ]  |  |
| 2000年（平成12年） | -世帯 | [ 7 ]  |  |
| 2005年（平成17年） | -世帯 | [ 8 ]  |  |
| 2010年（平成22年） | -世帯 | [ 9 ]  |  |
| 2015年（平成27年） | -世帯 | [ 10 ] |  |
| 2020年（令和2年）  | -世帯 | [ 11 ] |  |

## 学区
市立小・中学校に通う場合、学区は以下の通りとなる。
| 町       | 街区 | 小学校                   | 中学校               |
| -------- | ---- | ------------------------ | -------------------- |
| 黒崎城石 | 全域 | 北九州市立黒崎中央小学校 | 北九州市立黒崎中学校 |

## 交通

### バス
域内のバス停と系統は以下のとおりである。
| 運行事業者 | 運行事業者 | 北九州市交通局 |
| 系統       | 系統       | 第二浅川橋     |
| 停留所     | 黒崎駅北口 | ○              |

## 施設

### その他
- 安川電機
- 三菱ケミカル 九州事業所
- 大日本印刷 黒崎第2工場